# Hay al-Arab Port Sudan
El Hay al-Arab Sports Club (en árabe: نادي حي العرب الرياضي‎) es un equipo de fútbol de Sudán que juega en la Primera División de Sudán, la liga de fútbol más importante del país.

## Historia
Fue fundado en el año 1928 en la ciudad de Port Sudan y cuenta con una rivalidad local con el Al-Hilal Port Sudan. Nunca ha sido campeón de la Primera División, de la cual ha sido dos veces subcampeón en 1981 y 1999, además de haber ganado el Torneo de Copa en 1 ocasión en 1981. Descendió en la Temporada 2011 al ubicarse en la posición 13 de 14 equipos (descienden los 2 peores).
A nivel internacional ha participado en 5 torneos continentales, donde nunca ha avanzado más allá de la Segunda ronda.

## Palmarés
- Copa de Sudán: 1

1981

## Participación en competiciones de la CAF
| Temporada | Torneo                       | Ronda      | Club                  | Casa  | Visita | Global      |
| --------- | ---------------------------- | ---------- | --------------------- | ----- | ------ | ----------- |
| 1982      | Recopa Africana              | 1          | Arab Contractors SC   | 1-1   | 1-3    | 2-4         |
| 1996      | Copa CAF                     | 1          | Small Simba SC        | 0-0   | 1-1    | 1-1 (a)     |
| 1996      | Copa CAF                     | 2          | Kenya Breweries       | 0-1   | 0-0    | 0-1         |
| 2000      | Copa CAF                     | 1          | Shabana Kisii         | 2-0   | 0-0    | 2-0         |
| 2000      | Copa CAF                     | 2          | Ismaily SC            | w.o.1 | w.o.1  | w.o.1       |
| 2009      | Copa Confederación de la CAF | Preliminar | Al-Ahly Benghazi      | 0-1   | 1-0    | 1-1 (2-3 p) |
| 2023/24   | Copa Confederación de la CAF | 1          | Aigle Noir Makamba FC | w.o.1 | w.o.1  | w.o.1       |

1- Hay al-Arab abandonó el torneo.